# Takeo Takei
Takeo Takei (武井 武雄, Takei Takeo) est un artiste graveur et illustrateur japonais du XXe siècle, né le 25 juin 1894 dans la préfecture de Nagano et mort le 7 février 1983 à Tokyo.

## Biographie
En 1919, il sort diplômé du département de peinture occidentale de l'Université des beaux-arts Tama à Tokyo.
En 1924, il fait une exposition de peintures pour enfants.
Il est membre de l'Association japonaise de Gravure et aussi de la Société d'Illustrations pour Enfants, produisant de nombreuses gravures, illustrations ainsi que divers écrits.
En 1957, il est représenté à la Ire Biennale de l'Estampe de Tokyo.
En 1959, il est décoré du Ruban Pourpre pour services culturels notoires.
Depuis 1924, il ne cesse d'être actif dans le domaine de l'illustration pour enfants et plus encore dans celui de la gravure sur bois, et sur cuivre. Il fait grand cas et grand usage d'une nouvelle technique qu'il appelle baritype.